# بانوس كاران
بانوس كاران هو ملحن وعازف بيانو يوناني، ولد في 1982.